# Baloch Raaji Ajoi Sangar
Baloch Raaji Ajoi Sangar (en español; Movimiento de Libertad Nacional Baluche) es un grupo insurgente formado por la alianza formada en noviembre de 2018, el BRAS es una coalición de tres grupos nacionalistas baluchis las cuales incluyen una escisión del Ejército de Liberación de Baluchistán, el Frente de Liberación de Baluchistán y el Ejército Republicano Baluche.
Según informes, el BRAS es una creación del guerrillero Dr. Allah Nazar Baluch, el líder de BLF. La combinación de diversos grupos separatistas con diferente ideología fue un proyecto de larga data de Nazar Baluch. Se reunió con varios grupos antes del anuncio formal de la alianza el 10 de noviembre de 2018. Antes del anuncio de BRAS, el líder asesinado de la Brigada Majeed (escuadrón suicida) de BLA, Aslam Baluch (también conocido como Achu), anunció la formación de una alianza. entre BLA y BLF. BRA se unió formalmente a la alianza en junio de 2019, bajo el liderazgo de Nazar Baluch.

## Historia
El BRAS fue anunciado oficialmente el 10 de noviembre del 2018, con el objetivo de "la unificación y consolidación de la fuerza nacional es la única forma de avanzar para deshacerse de la ocupación pakistaní de Baluchistán". Se desconoce con cuantos combatientes cuenta, pero se estima que tienen más de 1000 miembros.  El grupo llegó a tener una cuenta en Twitter llamada @BrasRaajiSanger que fue rápidamente dada de baja, pero manteniendo otra llamada @BRAS_Media.
Uno de los principales objetivos del BRAC es detener la inversión china en Baluchistán, ya que es rica en recursos naturales, como minerales, pero sigue siendo una de las menos desarrolladas y educadas del país. El grupo ve los intereses paquistaníes y chinos en la región como una amenaza, y los caracteriza como explotadores. En agosto del 2020, el grupo hizo una alianza con el Ejército Revolucionario  Sindhudesh para luchar contra el proyecto bilateral del Corredor Económico China-Pakistán (CPEC). El grupo menciona que si bien el CPEC comprende proyectos de infraestructura con grandes beneficios para las provincias de Punjab y Sindh en Pakistán, no ofrece prácticamente nada a la gente de Baluchistán, además de ver esta alianza en la que  saldrán beneficiados las cúpulas de ambas naciones.

### Actividad armada
El grupo comenzó actividad armada el 14 de diciembre del 2018, cuando militantes emboscaron a las fuerzas de seguridad, lo que dio pie a un enfrentamiento que dejó cuatro guerrilleros y seis soldados muertos, así como catorce soldados heridos, esto en el distrito de Kech, Baluchistán
Miembros del BRAS atacaron un puesto de seguridad del Cuerpo Fronterizo de Pakistán, dejando como saldo 4-6 gendarmes muertos y 11 heridos, esto en el distrito de  Panjgur. Al principio ningún grupo clamo responsabilidad al inicio, pero el BRAS se adjudicó el atentado. No fue hasta el 14 de abril del mismo año hombres armados masacraron a varios pasajeros que viajaban de Karachi a Gwadar en Makrán, Baluchistán, Pakistán. Se estima que entre 15 y 20 militantes armados detuvieron alrededor de cinco o seis autobuses entre las 00:30 y la 01:00 en una carretera costera de Makran. Después de que los autobuses se detuvieran, los hombres armados inspeccionaron los documentos de identidad de los pasajeros e hicieron que desembarcaran unos 16 de ellos. Al menos 14 fueron asesinados a tiros, mientras que dos pasajeros lograron escapar de los hombres armados y viajaron al puesto de control más cercano de Balochistan Levies.
El 6 de septiembre del 2022, un helicóptero del ejército pakistaní se desplomó matando a seis soldados, esto en el poblado de Khost, Baluchistan. El BRAS clamo el derribo del helicóptero, pero no se ha confirmado la veracidad del comunicado.